# Kallithéa (ort i Grekland, Mellersta Makedonien, Nomós Pierías)
Kallithéa är en ort i Grekland.   Den ligger i prefekturen Nomós Pierías och regionen Mellersta Makedonien, i den norra delen av landet, 270 km norr om huvudstaden Aten. Kallithéa ligger 9 meter över havet och antalet invånare är 3 100.
Terrängen runt Kallithéa är platt. Havet är nära Kallithéa österut.  Närmaste större samhälle är Kateríni, 6,1 km väster om Kallithéa. 